# Chlorite de strontium
Le chlorite de strontium est le sel de strontium de l'acide chloreux.

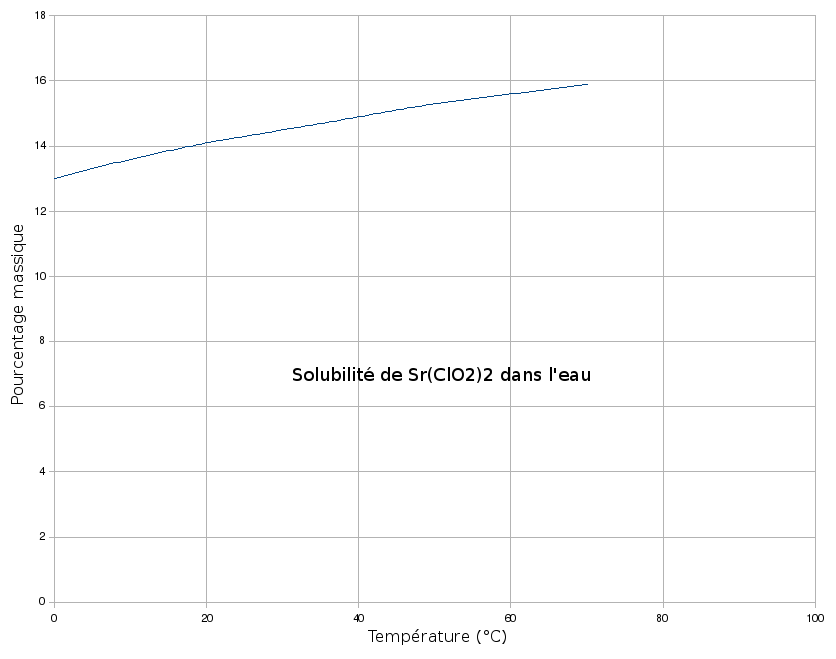
Solubilité dans l'eau